# تيموثي ريا
تيموثي ريا (بالإنجليزية: Timothy Rhea)‏ هو ملحن أمريكي، ولد في 18 يونيو 1967.

## وصلات خارجية
- الموقع الرسمي